# 615

## Починали
- Хацон, славянски княз
- 25 май – Бонифаций IV, римски папа